# Cremlingen
Cremlingen é um município da Alemanha localizado no distrito de Wolfenbüttel, estado da Baixa Saxônia.